# ۵ بهمن
۵ بهمن سیصد و یازدهمین روز سال در گاه‌شماری خورشیدی است. به پایان سال ۵۴ روز (۵۵ روز در سال کبیسه) باقی‌است.

## رویدادها
- ۱۰۰۱ - فتح بغداد طی نبرد شاه عباس بزرگ با امپراتوری عثمانی
- ۱۳۱۷ - معرفی علی‌اکبر دفتری به‌عنوان کاردار موقت به سفارت ایران در آمریکا
- ۱۲۳۵ - بنیان‌گذاری سفارت ایران در فرانسه
- ۱۳۵۰ - افتتاح شبکه یک سیما
- ۱۳۵۸ - برگزاری نخستین انتخابات ریاست‌جمهوری ایران[۱]
- ۱۳۶۲ - آغاز فعالیت مرکز آموزشی ۰۷ کازرون در خرم‌آباد
- ۱۳۸۸ - حادثه ۵ بهمن ۱۳۸۸ توپولف تو-۱۵۴
- ۱۳۹۱ - اجرای حکم قطع چهار انگشت دست یک سارق در شیراز
- ۱۳۸۹ - فرزاد اسماعیلی به دستور سید علی خامنه‌ای به‌عنوان فرمانده قرارگاه پدافند هوایی خاتم‌الانبیا انتخاب شد
- ۱۴۰۲ - آتش‌سوزی بیمارستان گاندی

## زادروزها
- ۱۲۷۸ - علیقلی اردلان، دیپلمات
- ۱۲۸۰ - علی‌پاشا صالح، نویسنده و حقوقدان
- ۱۳۰۶ - مهدی قاضی خرم‌آبادی، بنیان‌گذار دانشگاه قم
- ۱۳۰۸ - حسین صادقی، پزشک
- ۱۳۳۴ - محمدعلی امیرمعزی، شرق‌شناس
- ۱۳۳۹ - کیوان دهناد، ورزشکار
- ۱۳۵۵ - محمد ترکاشوند، بازیکن والیبال
- ۱۳۵۸ - ولی الله فیض مهدوی، از اعضای سازمان مجاهدین خلق ایران
- ۱۳۶۲ - مهدی نوری، بازیکن فوتبال
- ۱۳۶۴ - بهنام اسبقی، تکواندوکار
- ۱۳۶۸ - سجاد عباسی، ووشوکار
- ۱۳۶۹ - محمدامین حاج‌محمدی، بازیکن فوتبال
- ۱۳۷۳ - مریم نامی، بازیکن فوتبال
- ۱۳۷۴ - عظیم گوک، بازیکن فوتبال

## درگذشت‌ها
- ۱۳۵۰ - محمدعلی خنجی، از اعضای نهضت مقاومت ملی
- ۱۳۵۶ - محمد همایون، نیکوکار
- ۱۳۷۵ - فاطمه همایون‌مقدم، نماینده حوزه انتخابیه تبریز در دوره چهارم مجلس شورای اسلامی
- ۱۳۸۸ - منوچهر فرهنگ، اقتصاددان
- ۱۳۹۱ - پرویز اسلام‌پور، شاعر و نویسنده
- ۱۳۹۲ - ناصر میناچی، وزیر تبلیغات و جهانگردی در دولت موقت ایران
- ۱۳۹۵ - جمشید گیوناشویلی، ایران‌شناس
- ۱۴۰۰ - رضا مستوفی‌فرد، باستان‌شناس
- ۱۴۰۰ - علی‌اشرف نوبتی، شاعر
- ۱۴۰۲ - ایرج جمشیدی، روزنامه‌نگار و فعال سیاسی